# 神保貴宏
神保 貴宏（じんぼ たかひろ、1986年12月9日 - ）は、北海道苫小牧市出身の元プロ野球選手（外野手）。右投右打。プロでは育成選手であった。

## 経歴
苫小牧市立沼ノ端小学校3年時に、「沼ノ端スポーツ少年団」で野球を始める。苫小牧市立沼ノ端中学校時代は、軟式で投手・捕手として全道大会ベスト8に進出。
北海道栄高時代は、2年時の夏、3年時の夏の南北海道予選決勝でいずれも駒大苫小牧高に敗れ準優勝。
高校卒業後は、関甲新学生野球連盟に加盟する平成国際大学に進学。2年時から中堅手のレギュラーに定着するも、全国大会出場への出場経験は無し。2学年先輩に、牧田和久がいる。
大学卒業後は、兵庫県の社会人クラブチームの強豪トータル阪神に入団。1年目の2009年から3番・中堅手として活躍し、第34回全日本クラブ野球選手権大会で優勝を果たす。同年の兵庫県社会人ベストナインに選出される。
2011年、トランシスに移籍。第82回都市対抗野球大会の北海道地区予選では、1次予選突破に貢献。このシーズンでは22試合で14盗塁を記録。
2011年10月27日、プロ野球ドラフト会議で東北楽天ゴールデンイーグルスから育成1位指名を受けた。背番号は133。
2012年はファームで65試合に出場。主に代走、守備固めの出場のため打数は29にとどまったが、一方でチームトップとなる16盗塁を記録した。
2013年はイースタン・リーグでチーム5位の75試合に出場。173打数、打率.272、本塁打3、盗塁はチーム2位の11盗塁であった。
2014年、10月3日に球団より戦力外通告を受けた。10月31日、自由契約公示された。退団後は、2015年より六花亭軟式野球部に所属。

## 選手としての特徴
50メートル5.9秒、遠投約120メートルの俊足強肩。
外野手登録であるが、2012年にはイースタンリーグ公式戦において遊撃手で4試合に出場している。

## 詳細情報

### 年度別打撃成績
- 一軍公式戦出場なし

### 背番号
- 133（2012年 - 2014年）